# António Isaac Monteiro
António Isaac Monteiro é o ex-ministro dos Negócios Estrangeiros da Guiné-Bissau. Exerceu o cargo de 9 de novembro de 2005 a 17 de abril de 2007, no governo do Primeiro-Ministro Aristides Gomes. Foi Ministro da Agricultura em 1996. Monteiro é licenciado em Sociologia política.